# Fonds des Blancs
La sección de Fonds des Blancs (también denominada Casale) es una sección de comuna que forma parte de la comuna haitiana de Cabaret.

## Demografía
| Gráfica de evolución demográfica de Fonds des Blancs entre 2009 y 2015 |
|                                                                        |

Los datos demográficos contemplados en este gráfico de la sección de comuna de Fonds des Blancs son estimaciones que se han cogido para los años 2009, 2012 y 2015 de la página del Instituto Haitiano de Estadística e Informática (IHSI). 